# Ölelés (emlékmű)
Az Ölelés (El abrazo, hivatalos nevén Monumento a los Abogados de Atocha, vagyis az Atochei ügyvédek emlékműve) Madrid egyik emlékműve, amely a szélsőjobboldal által 1977-ben elkövetett atochai mészárlás áldozatai előtt tiszteleg.

## Története
Az emlékmű a Plaza de Antón Martínon áll. Az egymásba kapaszkodó, egymást átölelő alakok azoknak a baloldali ügyvédeknek állítanak emléket, akiket a Calle Atocha 55. szám alatti irodájukban lőttek agyon szélsőjobboldali terroristák 1977. január 24-én. Az akció végrehajtói a Comissiones Obreras nevű szakszervezettel és a spanyol kommunista párttal kapcsolatban álló jogászok közül ötöt meggyilkoltak, négyet megsebesítettek.
A madridi városi tanács 2002-ben rendelte meg az emlékművet, amely háromdimenziós adaptációja a valenciai festő, Juan Genovés 1976-os festményének, amely ma a Reina Sofia-múzeumban van kiállítva. A szobrot Genovés készítette, ez volt élete első ilyen jellegű munkája. Az alkotás bronzból készült, átmérője 3,5 méter, magassága négy méter, alapja fehér kő; az arte6 műhely öntötte.
2007. január 24-én, harminc évvel a támadás után, emléktáblát helyeztek el a talapzaton, amelyen egy Paul Éluard idézetet alkalmaznak az atochai ügyvédekre. Ez szabad fordításban a következő: „ha hangjuk visszhangja gyengül, elpusztulunk”.